# Mocja (prawo)
Mocja – sądowy środek odwoławczy z okresu sądownictwa czasów monarchii Andegawenów i Jagiellonów oraz w I Rzeczypospolitej (1370–1795).
Mocja sędziego polegała na pozwaniu sędziego od wyższego sądu pod zarzutem wydania niesprawiedliwego wyroku. Instytucja ta wywodziła się ze średniowiecznej nagany sędziego. Wniesienie mocji obwarowane było szeregiem wymogów formalnych, w tym także koniecznością poniesienia wysokiej opłaty. W erze nowożytnej mocja praktycznie przekształciła się w apelację.